# 15025 Uwontario
15025 Uwontario (1998 TX28) là một tiểu hành tinh nằm phía ngoài của vành đai chính được phát hiện ngày 15 tháng 10 năm 1998 bởi Spacewatch ở Kitt Peak. Nó được đặt theo tên University of Western Ontario.